# 四国酒まつり
四国酒まつり（しこくさけまつり）は、徳島県三好市において、毎年2月に開催される四国の日本酒を集めた試飲会及び酒蔵開放からなるイベント。2000年より開催されている。

## 概要
徳島県三好市は、県内が酒造好適米の産地で、吉野川の伏流水、冬場の平均気温が3 - 5度といった、日本酒醸造の好条件が揃っている。
このため、旧三好郡内では1940年に刊行された『三好酒造会銘酒鑑』に20軒を超える酒蔵（うち半数は池田町内）が記され、「四国の灘」とも称された。こうした歴史的・地理的特性を背景とした地域振興を目的に、2000年2月に第1回が開催された。
四国の銘酒を一堂に集結した「地酒試飲会」と歴史を誇る地元酒蔵の「酒蔵開放」からなり、開催当初は阿波池田商工会議所青年部が、2017年18回より、阿波池田商工会議所内に設置される「四国酒まつり実行委員会」が主催し、徳島県酒造組合が共催して開催されている。
地酒試飲会は、開催年によって場所がかわる。池田町内の徳島新聞会館、中央公民館、サンライズビルなど屋内で実施されてきた。会場への入場は有料で会場内で四国各地の酒蔵の日本酒を試飲することができる。四国には2023年2月現在、76の日本酒の酒蔵が存在するが。第20回には75蔵が参加した。
酒蔵開放は過去、市内にある三芳菊、中和商店、芳水の各蔵で実施されてきた。地酒試飲会場では酒を購入できないが、こちらの酒蔵開放ではそれぞれの蔵の酒を購入することもできる。
吉田類がゲストとして招かれたことがある。また、年によっては「うだつマルシェ」や、「銀座よろず市」、「駅前ガーデンカフェ」などが同時開催されている。
新型コロナウイルス感染症の流行に伴い、2020年と2022年は開催が中止された（中止となった年も回数はカウントされている。2022年は後述の通り季節を変えて振替）。また2021年は、クラウドファンディングで支援金を出した参加者にリターンとして酒蔵の商品やつまみを提供し、過去の映像などを配信する「オンライン方式」で開催された。
このほか、「夏の陣」「秋の陣」と銘打って他の季節に特別開催したことがある。2022年の「夏の陣」は、2月開催が中止になった第23回として扱われている。

## 歴史
過去の実施は下記の通り。毎年実施されている内容（試飲会・酒蔵開放）は省略。
| 回             | 開催年月日              | 特記事項 | ゲスト等         |
| -------------- | ----------------------- | --- | ---------------- |
| 1回            | 2000年2月19日           | 「地酒でめぐる西日本中央連携軸6県の酒蔵30選」として実施                                                                |                  |
| 2回            | 2001年2月17日           | |                  |
| 3回            | 2002年2月16日           | |                  |
| 4回            | 2003年2月15日           | |                  |
| 5回            | 2004年2月14日           | 四国酒まつりに改名（4県・酒蔵33選となる）                                                                              |                  |
| 6回            | 2005年2月19日           | |                  |
| 7回            | 2006年2月18日           | 自治体合併により開催地が三次市となる                                                                                   |                  |
| 8回            | 2007年2月17日           | |                  |
| 9回            | 2008年2月23日           | |                  |
| 10回           | 2009年2月21日           | 延べ参加者が5千人となる 第1回地カクテルバトルロイヤルを開催                                                            |                  |
| 11回           | 2010年2月20日           | サウンドふぇす・第1回四国酒まつりの夕べを開催                                                                          |                  |
| 12回           | 2011年2月26日           | うだつマルシェ・第2回四国酒まつりの夕べを開催                                                                          |                  |
| 13回           | 2012年2月25日           | 参加が四国の酒蔵38選となる 第2回地カクテルバトルロイヤル・第3回四国酒まつりの夕べを開催                                |                  |
| 14回           | 2013年2月23日           | 延べ参加者が1万人となる うだつマルシェ・第3回地カクテルバトルロイヤル・第4回四国酒まつりの夕べを開催                   |                  |
| 15回           | 2014年2月22日           | うだつマルシェ・銀座よろず市・第4回地カクテルバトルロイヤル・第5回四国酒まつりの夕べを開催                             |                  |
| 夏の陣         | 2014年7月5日            | 四国の地酒21銘柄が参加し、参加者は3杯試飲とした                                                                        |                  |
| 16回           | 2015年2月21日           | 第5回地カクテルバトルロイヤル・第6回四国酒まつりの夕べを開催                                                           |                  |
| 17回           | 2016年2月20日           | 第6回地カクテルバトルロイヤル・第7回四国酒まつりの夕べを開催 LED地酒を開始                                             |                  |
| 18回           | 2017年2月20日           | 利き酒大会・第8回四国酒まつりの夕べを開催 阿波十割地酒を開始                                                           |                  |
| 秋の陣         | 2017年9月2日            | うだつマルシェ・銀座よろず市を開催                                                                                     | 中村耕一・さとみ |
| 19回           | 2018年2月24日           | 延べ参加者が2万5千人となる 利き酒大会・第9回四国酒まつりの夕べを開催                                                   | 吉田類           |
| 秋の陣         | 2018年9月1日            | JCわくわくフェスタ・うだつマルシェ・銀座よろず市を開催                                                                 |                  |
| 20回           | 2019年2月23日           | 利き酒大会・地カクテルバトルロイヤル・うだつマルシェ・銀座よろず市・駅前ガーデンカフェ・第10回四国酒まつりの夕べを開催 |                  |
| 夏の陣         | 2019年8月31日           | JCわくわくフェスタ・うだつマルシェ・銀座よろず市を開催                                                                 |                  |
| 21回           | 2020年2月22日           | 新型コロナウイルス感染症流行のため中止                                                                                 |                  |
| 22回           | 2021年1月20日 - 2月20日 | オンライン開催 |                  |
| 23回（当初）   | 2022年2月26日           | 新型コロナウイルス感染症流行のため中止                                                                                 |                  |
| 23回（夏の陣） | 2022年8月13日           | 3年ぶりにリアル開催 5杯試飲となる                                                                                      |                  |